# Jastrzębi Karbik
Jastrzębi Karbik (słow. Jastrabí zárez) – płytka przełęcz w środkowym fragmencie Jastrzębiej Grani w słowackiej części Tatr Wysokich. Znajduje się we wschodniej grani najbardziej wysuniętego na wschód z Jastrzębich Kopiniaków – Skrajnego Jastrzębiego Kopiniaka – i oddziela jego wierzchołek od Jastrzębiej Czubki. Siodło jest położone tuż obok tego ostatniego wzniesienia.
Stoki północne opadają z przełęczy do Doliny Jagnięcej, południowe – do Doliny Jastrzębiej. Spod przełęczy zbiega do Doliny Jastrzębiej wybitna depresja kończąca się w rejonie Kopiniakowej Pościeli. Oddziela ona od siebie właściwą południową ścianę Skrajnego Jastrzębiego Kopiniaka i południową ścianę Jastrzębiej Czubki.
Na Jastrzębi Karbik, podobnie jak na inne obiekty w Jastrzębiej Grani, nie prowadzą żadne znakowane szlaki turystyczne. Najdogodniejsze drogi dla taterników wiodą na siodło granią z sąsiednich obiektów.
Pierwsze wejścia:
- letnie – Gyula Fehér, Ede Hruby i Jenő Serényi, 16 lipca 1905 r.,
- zimowe prawdopodobne – Andor Biber, Hugó Kierer, János Szabó i Géza Virág, 26 grudnia 1910 r.,
- zimowe pewne – Jadwiga Honowska, Zofia Krókowska i Jan Alfred Szczepański, 5 kwietnia 1928 r.[2]